# Reichsflugscheibe

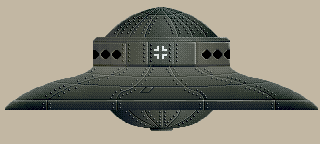
Fiktionale Darstellung einer Reichsflugscheibe, wie sie in neuerer Zeit unter der Bezeichnung Haunebu II verbreitet ist

Eine Reichsflugscheibe ist ein fiktives untertassenförmiges Flug- und Raumfahrzeug, das in Mythen, Science-Fiction und Verschwörungstheorien auftaucht und diesen zufolge im nationalsozialistischen Deutschen Reich gebaut und getestet worden sein soll. Historisch und technisch sind keine Belege bekannt. Dennoch taucht das Thema in der pseudowissenschaftlichen Literatur als Beispiel für „Nazi-Technologie“ gelegentlich auf, auch unter zahlreichen anderen Bezeichnungen wie Rundflugzeug (RFZ), Projekt Feuerball, Düsendiskus, Haunebu, Hauneburg-Gerät, Andromeda-Gerät, Repulsine (Repulsator/Forellenturbine), Flugkreisel, Kugelwaffe, Die Glocke oder Vergeltungswaffe 7 (V 7).

## Ursprung der Fiktion
Die erste Person, die öffentlich behauptete, während des Zweiten Weltkriegs an der Entwicklung einer deutschen Fliegenden Untertasse beteiligt gewesen zu sein, war der deutsche Abwehr-Agent Josef Jacob Johannes Starziczny (1898–?) alias Niels Christian Christensen. Er wurde am 10. März 1942 in Brasilien als Leiter eines Spionagerings festgenommen und zu einer 30-jährigen Haftstrafe verurteilt. Im November 1948 behauptete er in einer Artikelserie im Boulevardblatt Diario da Noite, São Paulo, 1939/40 in Hamburg in einem Labor der 10. Armee unter den Ingenieuren Werner und Wichmann an der Entwicklung einer Flugscheibe beteiligt gewesen zu sein. Diese Flugscheibe sei eine Kombination aus Hubschrauber und Jet gewesen. Starziczny, immer noch in Haft, bot der brasilianischen Regierung an, für 400.000 Cruzeiros innerhalb weniger Monate eine derartige Flugscheibe konstruieren zu können. Dieses Angebot wurde offenbar jedoch nicht angenommen und Starziczny blieb in Haft. Seine Behauptungen wurden, soweit bekannt, außerhalb Brasiliens nur in einigen US-amerikanischen Zeitungen kolportiert und in der europäischen Presse nicht reproduziert.
Die Legende von scheibenförmigen Fluggeräten, an deren Entwicklung im Dritten Reich gearbeitet worden sei, kam im März 1950 im Kontext der sich seit drei Jahren häufenden Berichte über UFOs auf. Der deutsche Ingenieur Rudolf Schriever (1909–1953) erzählte dem Spiegel, er habe von 1942 bis zum nahenden Kriegsende 1945 an der Konzeption eines solchen Flugkreisels gearbeitet. Später seien die Unterlagen gestohlen worden. Im selben Jahr gab der italienische Ingenieur Giuseppe Belluzzo an, unter Benito Mussolini an einer solchen Konstruktion gearbeitet zu haben. Auch seine Entwürfe seien jedoch verlorengegangen. Mussolini habe mit Adolf Hitler seit 1942 Versuche mit „Fliegenden Untertassen“ durchführen lassen.
Die einzigen historisch nachweisbaren kreisförmigen deutschen Fluggeräte, die womöglich mit zur Bildung dieser Legende beitrugen, waren die Prototypen Sack AS-6 und deren Vorläufer, die jedoch niemals erfolgreich flogen.

## Spekulationen über die Konstruktion
Neben der scheibenförmigen Bauform werden diesen Luftfahrzeugen teils enorme Flugleistungen zugeschrieben, die auf einer fortschrittlichen, bis heute nicht bekannten oder auch geheimgehaltenen Technologie beruhen würden. Die Grenzen zwischen Physik, Phantasie und Fälschung sind dabei fließend.
Reichsflugscheiben werden teils auch zusammen mit neuartigen U-Booten (Unidentified Submarine Objects [USO]) erwähnt, wobei flug- und tauchfähige Kombinationen etwa für Vorfälle im Bermudadreieck verantwortlich gemacht werden.
Als Beweis werden gerne handgezeichnete Konstruktionsskizzen oder unscharfe Schwarzweißfotos vorgelegt, die auch im Internet zirkulieren. Vollständige Beweise und Unterlagen, heißt es meist, seien vor Kriegsende vernichtet oder auch von den Alliierten mitgenommen und geheim gehalten worden.
Der Förster und Naturforscher Viktor Schauberger arbeitete, unter anderem im KZ Mauthausen, an der Entwicklung einer alternativen Antriebstechnik namens Repulsine bzw. Forellenturbine, die in der Lage sein sollte, die Schwerkraft durch sogenanntes „freies Schweben“ zu überwinden. Ihre Funktionstüchtigkeit konnte nie nachgewiesen werden. Diese Repulsine wird häufig als Antrieb der Flugscheiben genannt.
Nach einer 2002 posthum veröffentlichten Schrift von Andreas Epp (1914–1997) über Rundflugzeuge des Dritten Reiches sollen diese auf einer Weiterentwicklung eines Antriebskonzepts (Transversale Rotoren) basieren, das beim Doppelrotor-Hubschrauber Focke-Wulf Fw 61 erfolgreich getestet worden war. Daraus sollen Experimentalfluggeräte abgeleitet worden sein, deren Antriebsmotor und Pilotenkanzel zuletzt im Zentrum von zum Teil unterschiedlich ausgeführten Rotorscheibensystemen angeordnet waren. Der von Epp erwähnte Oberingenieur Georg Klein äußerte 1953 in einem Zeitungsinterview, er sei am 14. Februar 1945 in Prag Augenzeuge des ersten Starts einer bemannten Flugscheibe gewesen. Diese sei innerhalb von drei Minuten auf eine Flughöhe von 12.400 Metern gestiegen und habe eine Spitzengeschwindigkeit von 2200 km/h erreicht. Gegen Ende 1944 hätten in Prag drei unterschiedlich konstruierte Flugscheiben vorgelegen; diese seien kurz vor dem Einmarsch der Roten Armee zerstört worden. Epp stellte zur hinreichenden Manövrierfähigkeit dieser Rundflugzeuge deren Steuerungsproblematik in den Vordergrund.

## Rezeption

### Rechtsextreme Szene
Als Schöpfer eines Mythos von „Nazi-Flugscheiben im antarktischen Eis“ gelten vor allem drei Autoren. Der ehemalige SS-Mann Wilhelm Landig (1909–1997) schrieb ab 1971 in seinen Romanen über Flugscheiben, mit denen SS-Leute in die Antarktis (Neuschwabenland) geflohen seien, um ihren Kampf gegen die Freimaurerei fortzuführen. Der deutsch-kanadische Holocaustleugner Ernst Zündel verfasste unter dem Pseudonym Christof Friedrich zwei Bücher zu diesem Mythos, ohne selber daran zu glauben. Miguel Serrano, ein chilenischer Diplomat, griff ebenfalls den Mythos von Flugscheiben in der Antarktis auf. Ferner wurde der Mythos von dem rechtsextremen Verschwörungstheoretiker Axel Stoll aufgegriffen und in diversen YouTube-Videos verbreitet.
Die heute am weitesten verbreiteten Darstellungen von angeblichen deutschen Flugscheiben basieren auf Publikationen der so genannten Tempelhofgesellschaft, insbesondere auf der Anfang der 1990er Jahre von Ralf Ettl und Norbert Jürgen-Ratthofer verfassten Broschüre Das Vril-Projekt. Die österreichischen Autoren trugen maßgeblich zur Herausbildung einer rechtsextremen Ufologie bei. So verwendeten die rechtsextremen UFO-Autoren D. H. Haarmann und O. Bergmann angebliche Zeichnungen von deutschen UFOs, die in den 1980er Jahren von Ralf Ettls Abraxas Videofilm Produktionsgesellschaft mbH verbreitet worden waren. Die Zeichnungen sind augenscheinlich von den Fotos in George Adamskis UFO-Klassikern inspiriert worden und dominieren heute die grafischen Darstellungen deutscher Flugscheiben. Auch die Bezeichnungen Vril und Haunebu gehen auf die Publikationen von Ettl und Jürgen-Ratthofer zurück. Die größte Verbreitung fanden die Ideen der Tempelhofgesellschaft zuerst durch die Schriften von Jan Udo Holey alias Jan van Helsing.

### Ufologische Verschwörungstheorien
Amerikanische Ufologen und Verschwörungstheoretiker griffen um die Jahrtausendwende den Mythos von den Nazi-Ufos auf und deuteten ihn in ihrem Sinne um. Danach bestehe eine weitaus größere Verschwörung zwischen „deutsch-bayerischen Faschisten“ und Außerirdischen, die gemeinsam eine Neue Weltordnung errichten wollten, in der eine „arische“ Elite den Planeten regieren werde. Zu diesem Zwecke sei die Ausrottung von einem Viertel der Weltbevölkerung geplant, namentlich von Juden, Afrikanern und anderen Nichtariern. Diese Verschwörungstheorie wird von einigen evangelikalen Christen in ihr dispensationalistisches Endzeitszenario integriert: Danach sind die angeblich bevorstehenden außerirdischen Angriffe auf Juden Teil der Großen Trübsal, die nach dem Matthäusevangelium der Wiederkunft Jesu Christi vorangehe.

### Filme und Computerspiele
In der Retro-Science-Fiction-Filmkomödie Iron Sky (2012) werden hochentwickelte Reichsflugscheiben von Nazi-Wissenschaftlern und Soldaten für die Flucht von einer geheimen Polarstation in Neuschwabenland auf die Mondrückseite benutzt, um auf einer dort eingerichteten Basis die Eroberung der Erde vorzubereiten. Auch in der Mockbuster-Version Nazi Sky – Die Rückkehr des Bösen setzen Nazis von einer Polarstation aus Reichsflugscheiben zur Eroberung der Erde ein. In der australischen Actionkomödie The 25th Reich aus dem Jahr 2012 tauchen sie in einem ähnlichen Zusammenhang auf. Ebenfalls 2012 erschien das Computerspiel Iron Sky: Invasion, das eng an den Film Iron Sky anschließt und in dem der Spieler eine Nazi-Invasion vom Mond abzuwehren hat. Auch in dem Ego-Shooter Wolfenstein II: The New Colossus (2017) tauchen Reichsflugscheiben auf.